# Hubert Deittert
Hubert Deittert (* 21. März 1941 in Neuenkirchen/Kreis Wiedenbrück, heute Rietberg im Kreis Gütersloh; † 19. April 2020 ebenda) war ein deutscher Politiker (CDU).

## Leben und Beruf
Nach dem Besuch der Volksschule in Varensell absolvierte Deittert von 1955 bis 1958 eine landwirtschaftliche Lehre und besuchte von 1959 bis 1961 die Landwirtschaftliche Fachschule in Wiedenbrück. Anschließend übernahm er den elterlichen Betrieb und war seitdem selbständiger Landwirt.

## Partei
Deittert trat 1964 in die CDU ein und gehört seit 1970 dem Vorstand des CDU-Kreisverbandes Wiedenbrück bzw. seit 1973 des Kreisverbandes Gütersloh an. Von 1994 bis 2005 war er auch Vorsitzender des Kreisverbandes.

## Abgeordneter
Deittert gehörte von 1975 bis 1998 dem Rat der Stadt Rietberg an.
Von 1994 bis 2009 war er Mitglied des Deutschen Bundestages und war hier von 1998 bis 2002 Obmann der CDU/CSU-Bundestagsfraktion im Petitionsausschuss. Zur Bundestagswahl 2009 ist er nicht mehr angetreten.
Hubert Deittert ist stets als direkt gewählter Abgeordneter des Wahlkreises Gütersloh in den Bundestag eingezogen. Bei der Bundestagswahl 2005 erreichte er hier 48,9 % der Erststimmen.

## Öffentliche Ämter
Von 1977 bis 1997 war Deittert Bürgermeister der Stadt Rietberg.